# Clarkia heterandra
Clarkia heterandra är en dunörtsväxtart som först beskrevs av Torrey, och fick sitt nu gällande namn av H. Lewis och P.H. Raven. Clarkia heterandra ingår i släktet clarkior, och familjen dunörtsväxter. Inga underarter finns listade i Catalogue of Life.